# Гідрати природних газів

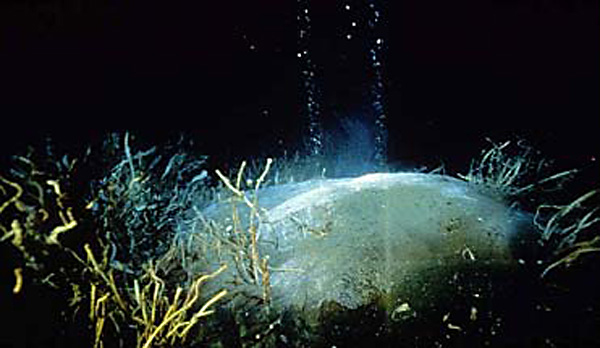
Брила гідрату метану на дні моря

Гідра́ти приро́дних га́зів (англ. hydrates of natural gases; нім. Hydrate m pl von Erdgasen n pl) — тверді кристалічні сполуки вуглеводнів з водою. Розглядаються як перспективні горючі корисні копалини. Найбільш відомий і розповсюджений — гідрат метану.